# Cripta Capucinilor din Viena

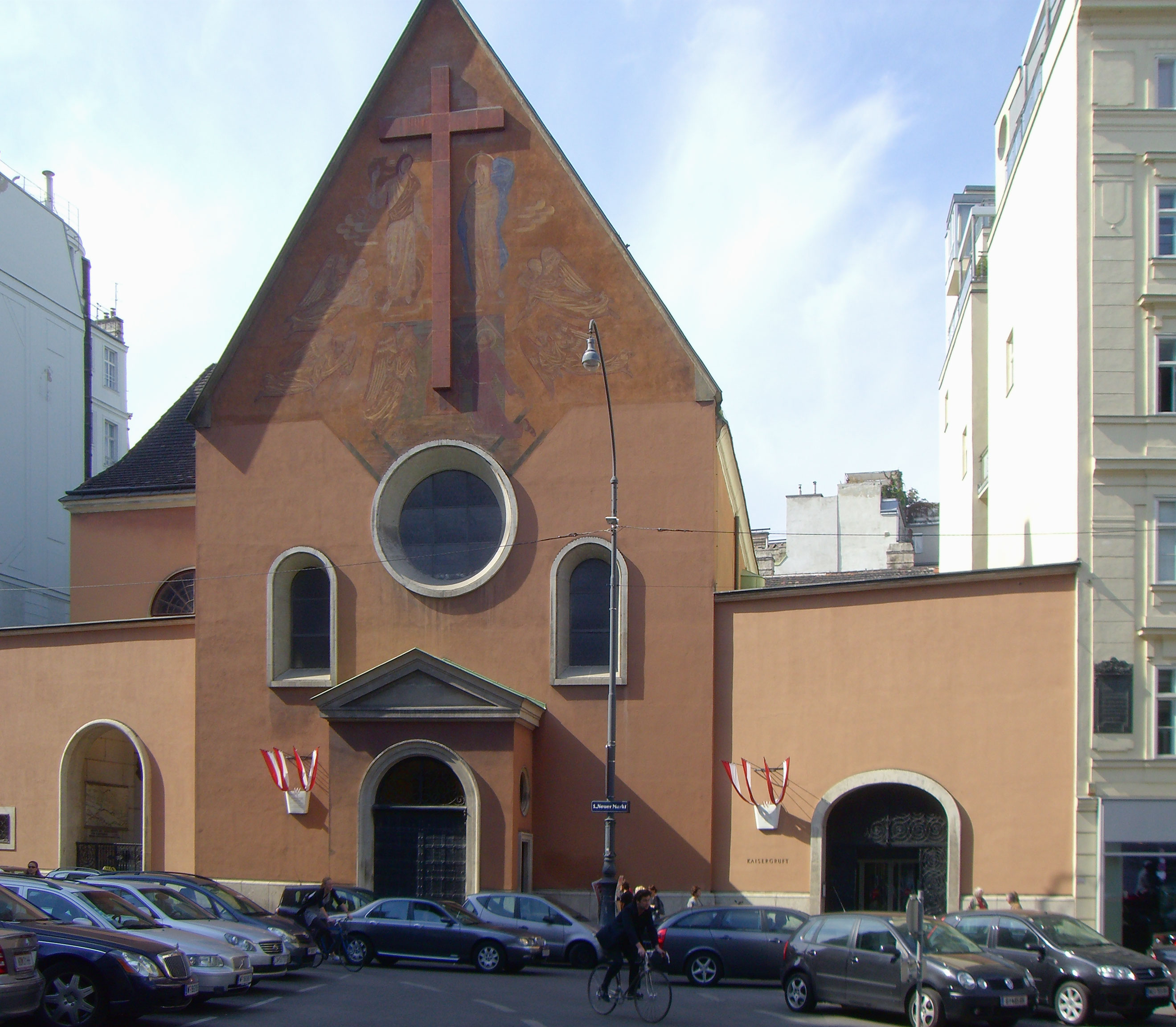
Biserica ordinului capucin din Viena, cu intrarea în criptă (dreapta imaginii)

Cripta Capucinilor din Viena (în germană Kapuzinergruft), cunoscută și ca Cripta Imperială (în germană Kaisergruft), este, începând cu anul 1633, principalul loc de înmormântare al dinastiei de Habsburg (împărați ai Sfântului Imperiu Roman de Națiune Germană, ulterior împărați ai Austriei) și ai descendenților lor.
Cripta se află în centrul Vienei, sub biserica și mănăstirea călugărilor capucini, în piața Neuer Markt din apropierea palatului Hofburg.
Este compusă din 10 camere tombale, interconectate prin tuneluri, construite în funcție de necesități.
In criptă au fost înhumate trupurile a 142 de persoane, precum și urnele cu cenușă a altor 4 persoane, deci un total de 146 de aristocrați își au aici locul de veci. Între aceștia se numără 12 împărați și 18 împărătese. Aristocrații înmormântați aici au deținut cel puțin titlul de arhiduci sau arhiducese de Habsburg.
Se pot vizita 103 sarcofage și 5 urne pentru depunerea inimilor, realizate într-o varietate de stiluri, de la puritan auster până la rococo exuberant. Doar sarcofagul împăratului Francisc Iosif I este din piatră, toate celelalte sunt din metal.
Prima înhumare a avut loc în anul 1633, când au fost aduse aici sarcofagele împăratului Matthias și ale soției sale, împărăteasa Anna. În 1989 a fost înmormântată aici împărăteasa Zita de Bourbon-Parma, soția ultimului împărat al Austriei, Carol I. 
Ultima înmormântare a avut loc la 11 iulie 2011, când a fost depus corpul neînsuflețit al lui Otto von Habsburg, fiul cel mare al împăratului Carol I al Austriei.
Cripta a fost renovată și restaurată de mai multe ori, în 1960 având loc transferul a 26 sarcofage într-o nouă cameră tombală, an în care au început eforturile pentru eliminarea umidității.
În anul 2003 s-a făcut o remodelare a porțiunii de acces, ruta actuală a vizitatorilor ducând pe la toate sarcofagele în ordine cronologică. Tot atunci s-a introdus aer condiționat pentru controlul umidității.
De la început, până în zilele noastre, a fost ingrijită și administrată de călugării capucini.
Cripta Capucinilor este una dintre marile atracții turistice ale Vienei.

## Galerie de imagini

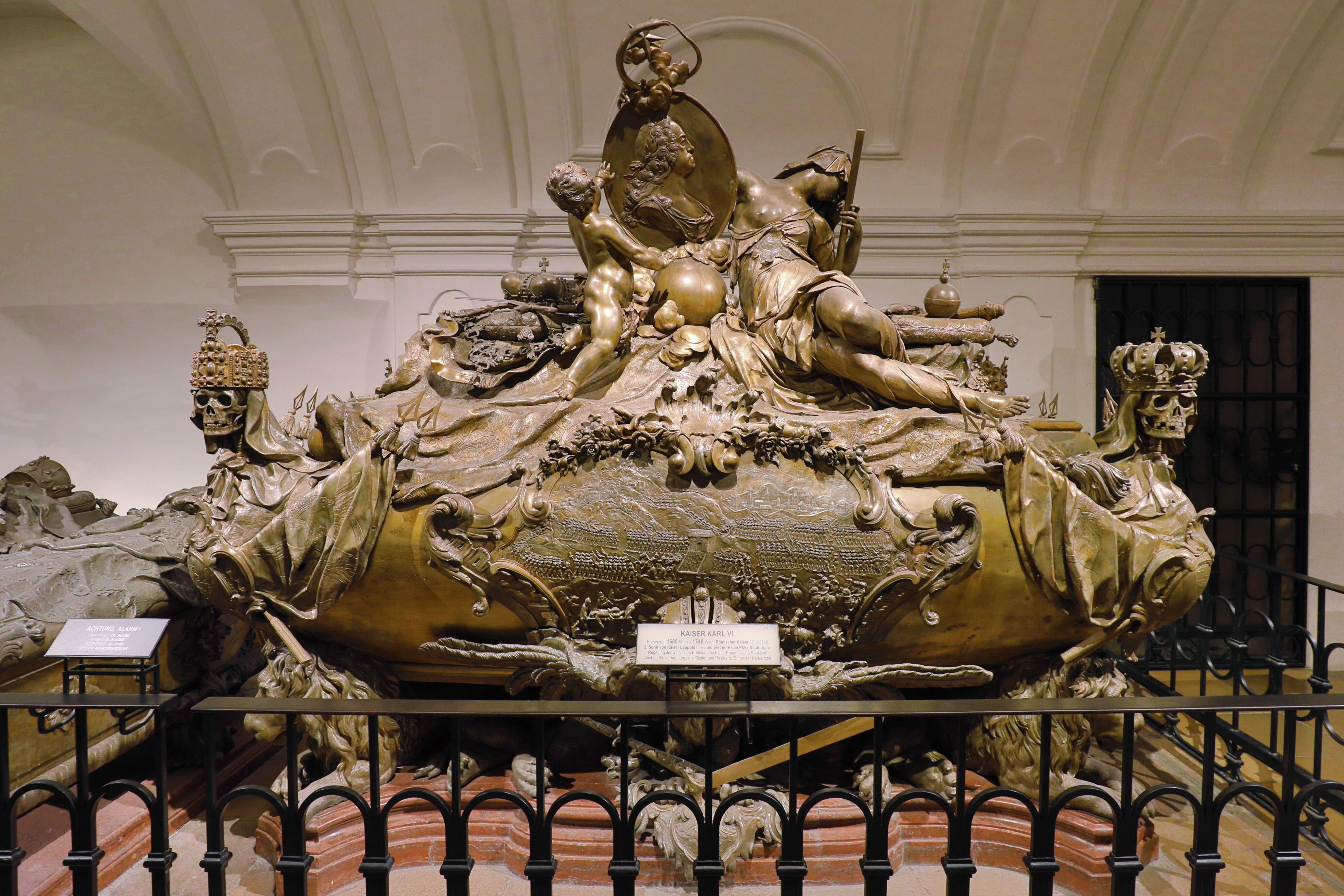
Mormântul împăratului Carol al VI-lea în Cripta Capucinilor
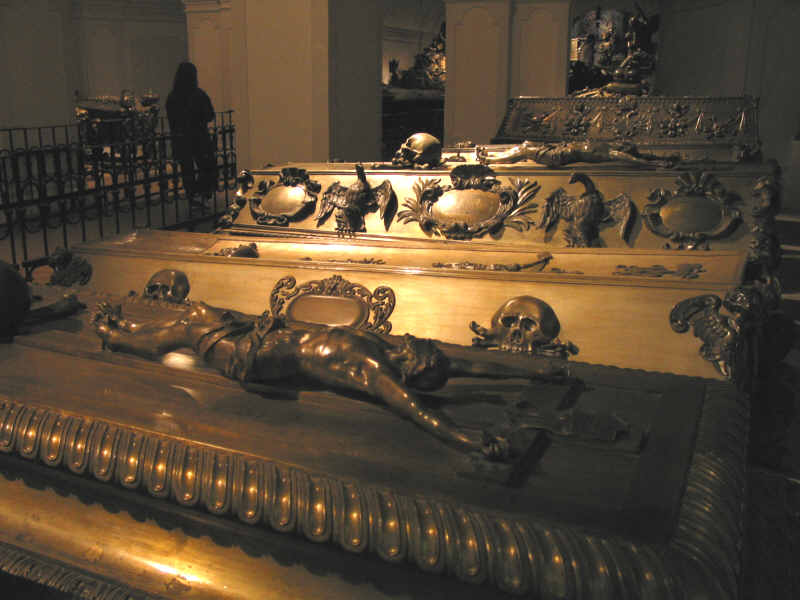
Imagine din Cripta Capucinilor

## Varia
Unul din romanele scriitorului Joseph Roth, care are ca fundal sfârșitul Imperiului Austro-Ungar, se intitulează Die Kapuzinegruft, "Cripta Capucinilor" (vezi de:Die Kapuzinergruft).